# Encyclopedie van Friesland
De Encyclopedie van Friesland is een Nederlandstalige encyclopedie over de provincie Friesland, uitgegeven in 1958 door Elsevier.
Het encyclopedisch gedeelte wordt voorafgegaan door een compendium over onder andere het Fries, het Friese landschap, de geschiedenis van Friesland, de Friese literatuur en de Friese cultuur. De hoofdredacteur was Jelle H. Brouwer. Hij werd bijgestaan door een redactie, bestaande uit Jacob Kalma, W. Kok en Meint Wiegersma.Het boek werd in 1972 herdrukt door Miedema Pers te Leeuwarden.

## Encyclopedie van het hedendaagse Friesland
Gegevens van na 1954 werden niet opgenomen. Die zijn te vinden in de Encyclopedie van het hedendaagse Friesland uit 1975.

## Nieuwe Encyclopedie van Fryslân
Op 15 september 2016 nam gedeputeerde Sietske Poepjes het eerste exemplaar van de Nieuwe Encyclopedie van Fryslân in ontvangst. De nieuwe encyclopedie bevat 3000 pagina's met 11.000 trefwoorden. De encyclopedie staat online en zal in de nabije toekomst geactualiseerd worden.